# Lembu (plaats)
Lembu is een bestuurslaag in het regentschap Semarang van de provincie Midden-Java, Indonesië. Lembu telt 1776 inwoners (volkstelling 2010).